# Pandemia de COVID-19 na Polônia
A pandemia de COVID-19 na Polônia (português brasileiro) ou Polónia (português europeu) faz parte da pandemia mundial de COVID-19 causada pelo coronavírus da síndrome respiratória aguda grave 2 (SARS-CoV-2).
Em 9 de março, a Polônia impõe exames de saúde em suas fronteiras terrestres e nos aeroportos. Em 10 de março, a Polônia notificou 25 casos e nenhuma morte pelo coronavírus. No dia 11 de março, é anunciado que todos os estabelecimentos de ensino e cultura, cinemas, teatros, espetáculos e óperas, bem como universidades, fecharão suas portas por pelo menos duas semanas. Em 12 de março, a Polônia experimentou sua primeira morte por coronavírus, uma mulher de 57 anos em um hospital de Posnânia.
Em 13 de março, o governo decide fechar suas fronteiras aos viajantes estrangeiros. Os cidadãos poloneses, bem como os estrangeiros que residam ou trabalhem na Polônia que retornam ao país, estão sujeitos a uma quarentena de duas semanas, seja em casa ou em um local de isolamento prescrito a eles. Todos os restaurantes, bares e discotecas estarão fechados no dia seguinte, mas poderão fazer entregas ao domicílio. Todas as reuniões de mais de 50 pessoas, incluindo missas, neste país católico, também estão proibidas por duas semanas. Considerada grande produtora de cloroquina, a Polônia autoriza seu uso se necessário ; o laboratório Adamed o produz com o nome d’Arechin.
A partir de 24 de outubro de 2020, todo o país entra em semi-lockdown.  Há toque de recolher para os idosos, o sistema escolar está mudando para ensino à distância para alunos com mais de 10 anos, os encontros são limitados a cinco pessoas e os bares e restaurantes só podem oferecer comida para viagem.
O governo está criando dezesseis hospitais de campanha – um por região – para responder à segunda onda da epidemia que está atingindo fortemente a Polônia. Assim, o Estádio Nacional de Varsóvia é transformado em um hospital de campanha.
Na Silésia, a área de mineração é um verdadeiro foco de infecções. A mina de carvão Zofiowka foi identificada como um “cluster”, enquanto cerca de 800 casos positivos foram detectados entre os trabalhadores da mina ou membros de suas famílias. O vice-primeiro-ministro Jacek Sasin anuncia o fechamento por três semanas de 12 minas na Silésia. A Polônia não pode permitir um encerramento total, no entanto, uma vez que três quartos da eletricidade polonesa é produzida a partir do carvão. Os menores colocados em repouso forçado têm a garantia de receber seu salário integral.

Número de casos confirmados (azul) e mortes (vermelho) (escala logarítmica). As diferenças diárias são mostradas em linhas pontilhadas.